# Jobi Wall
Joseph "Jobi" Wall (Arvada, 12 september 1989) is een Amerikaans professioneel basketballer. In 2018 was hij actief in Nederland voor de club Donar. Wall speelt meestal op de power-forward-positie.

## Schoolbasketbal
Sitton speelde op school basketbal voor Colorado Christian (2008–2011) en op Seattle Pacific (2011-2013).

## Professionele carrière
In 2013 tekende Wall zijn eerste profcontract met het Portugese team CAB Madeira. Na dit jaar vertrok hij naar Tsjechië om voor Pardubice te tekenen.
In 2016 won Wall de Tsjechische beker met Pardubice. Na drie jaar in Tsjechië gespeeld te hebben vertrok hij in 2017 naar een nieuwkomer in de Poolse hoogste divisie, Legia Warschau
Op 6 juli 2018 tekende Wall een contract met Donar om in de Dutch Basketball League en de Basketball Champions League te gaan spelen. Begin januari 2019 werd zijn contract bij Donar ontbonden.